# Pneumatisation

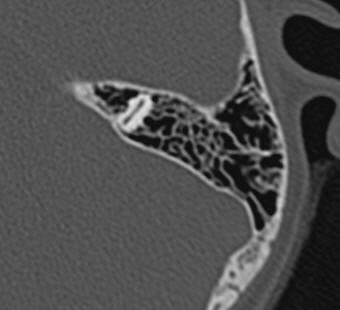
CT-Bild: Komplett pneumatisierte Felsenbeinpyramide von oben (schwarz = Luft). Gut sichtbar der obere Bogengang.

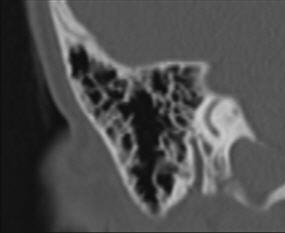
CT-Bild: Stark pneumatisierter Warzenfortsatz von vorne (schwarz = Luft). Sichtbar auch der hintere Bogengang.

Unter Pneumatisation (von gr. πνεῦμα [pneuma] „Hauch“, „Atem“) versteht man die Bildung von luftgefüllten Hohlräumen in ursprünglich relativ dichtem Knochen sowohl im Laufe der Stammesgeschichte (Phylogenese) als auch im Verlauf der Individualentwicklung (Ontogenese). Derart abgewandelte Knochen nennt man auch „luftgefüllte Knochen“ (Ossa pneumatica). Sie sind bei den verschiedenen rezenten und ausgestorbenen Gruppen der Landwirbeltiere in unterschiedlich hohem Maße und aus nicht immer offensichtlichen Gründen vertreten. Während zum Beispiel beim stark pneumatisierten Skelett der Vögel die Gewichtsersparnis als Grund naheliegend ist, ist der Sinn der eher geringfügigen Pneumatisation des menschlichen Schädels, die nur etwa zwei Prozent Gewichtsersparnis ausmacht, weniger eindeutig. Der luftgefüllte Hohlraum wird bei den pneumatisierten Schädelknochen von einer äußeren Platte (Tabula externa) und einer inneren Platte (Tabula interna) begrenzt.

## Pneumatisation des menschlichen Schädels
Die pneumatischen Hohlräume des Schädels entwickeln sich, indem das Schleimhautepithel der Nase oder des Mittelohres sich sackartig in das Mesoderm bzw. zwischen die kompakten Rindenschichten der Knochen schiebt.
Ergebnis dieses Vorganges sind einerseits die Nasennebenhöhlen, deren endgültige Entwicklung beim Menschen erst mit Abschluss des Schädelwachstums im 20. bis 25. Lebensjahr erreicht ist. Manche Tiere haben keine Nebenhöhlen (Robben, Wale), bei anderen erreichen sie eine wesentlich größere Ausdehnung als beim Menschen.
Die vom Mittelohr ausgehende Pneumatisation des Schläfenbeines ist mit dem fünften bis sechsten Lebensjahr weitgehend abgeschlossen. Ergebnis dieses Vorganges sind die pneumatischen Zellen, vor allem im Warzenfortsatz (Processus mastoideus). Es sind kleine, von Schleimhaut ausgekleidete Hohlräume, die durch unterschiedlich große Öffnungen miteinander und in der Gesamtheit mit dem Antrum mastoideum und damit mit dem Mittelohr in Verbindung stehen. Das Ausmaß der Pneumatisation des Schläfenbeines kann sehr unterschiedlich sein, es gibt Schläfenbeine mit fast komplett fehlender („gehemmter“) Pneumatisation, was meist als Folge häufiger Mittelohrentzündungen in der Kindheit anzusehen ist. Andererseits kann sich die Pneumatisation weit nach oben in die Schläfenbeinschuppe (Pars squamosa), nach vorne in den Jochbeinfortsatz (Processus zygomaticus) und in die Spitze der Felsenbeinpyramide ausdehnen. Es lassen sich im Warzenfortsatz typischerweise einzelne Zellgruppen oder Zellstraßen unterscheiden, die  verschiedene Bezeichnungen tragen, wie Winkelzellen, Schwellenzellen, Terminalzellen usw. Dementsprechend werden bei ausgedehnter Pneumatisation Schuppenzellen (in der Schläfenbeinschuppe), Zygomaticuszellen (im Jochfortsatz), perilabyrinthäre Zellen (um das Labyrinth gelegen) und Pyramidenspitzenzellen unterschieden.

## Pneumatisation der Röhrenknochen bei Vögeln und anderer Tiere
Bei Vögeln sind auch die großen Röhrenknochen wie der Oberarmknochen, das Rabenbein, das Becken, das Brustbein und die Wirbel pneumatisiert, bei einigen Arten auch der Oberschenkelknochen, das Schulterblatt und das Schlüsselbein. Diese Pneumatisation entsteht durch Aussackungen der Luftsäcke, die sich in die besagten Knochen erstrecken.
Das Ausmaß der Pneumatisation ist bei verschiedenen Vogelarten unterschiedlich. Zum Beispiel sind die Knochen von tauchenden Vogelarten wenig pneumatisiert, die Knochen der Seetaucher sind nicht pneumatisiert.
Die Pneumatisation von Knochen des Körperskeletts außerhalb der Gruppe der Ornithodira (z. B. Vögel, Sauropoden und Flugsauriern) ist selten. Beispiele dafür sind das pneumatisierte Zungenbein der Brüllaffen und die Pneumatisation der Rückenwirbel des Schmetterlingsfisches.

## Biologische Funktion der Pneumatisation
Die genaue Funktion der Pneumatisation von Knochen von Wirbeltieren ist nicht geklärt, es gibt jedoch dazu verschiedene Hypothesen, die sich nicht zwangsläufig ausschließen:

### Körpergewicht reduzieren
Bei pneumatischen Kochen wird Knochenmark durch Luft ersetzt und dadurch wird das Gesamtgewicht reduziert. Ein geringeres Gewicht ist für fliegende Tiere wie Vögel von Vorteil, da sie durch Gewichtsreduktionen den Kraftaufwand reduzieren können, der für das Fliegen erforderlich ist. Bei den ausgestorbenen Sauropoden könnte die Pneumatisation der Wirbelknochen das Gewicht des sehr langen Halses dieser Tiere reduziert haben.

### Änderung der Gewichtsverteilung verschiedener Skelettelemente
Das Gesamtgewicht des Skeletts von Vögeln, deren Knochen pneumatisiert sind, und von vergleichbar großen Kleinsäugern, deren Knochen mit Knochenmark gefüllt sind, ist ungefähr gleich; die untersuchte Knochensubstanz der Vögel war insgesamt dichter (und somit schwerer) als jene der Säugetiere. Daher könnte Funktion der luftgefüllten Knochen der Vögel eher darin liegen, eine günstigere Balance beim Fliegen und Laufen zu erreichen.